# Adelheida Unterseher
Adelheida Unterseher SSpS (* 27. Juli 1898 in Höhenmoos, Bezirksamt Rosenheim, Oberbayern; † 15. März 1945 in Santo Tomas (Batangas), Philippinen) war eine deutsche Steyler Missionsschwester und Märtyrin.

## Leben
Anna Unterseher, sechstes von 10 Kindern eines Landwirts, trat am 7. September 1926 im Alter von 28 Jahren in Steyl in das Missionshaus der Steyler Missionsschwestern ein und begann am 9. Juni 1927 das Noviziat unter dem Ordensnamen Adelheida (nach Adelheid). Am 8. Juni 1929 legte sie ihre Zeitlichen und am 8. Juni 1935 die Ewigen Gelübde ab. Von 1936 bis 1938 studierte sie an der Akademie der bildenden Künste Wien. Dann reiste sie vom 23. August 1938 bis zum 21. September in die Philippinen-Mission, wo sie Entwürfe für Kirchen und Kirchenmobiliar erarbeitete. Im Zuge der Rückeroberung der von den Japanern besetzten Philippinen wurde sie am 15. März 1945 südlich Manila in Santo Tomas, wohin man sich schutzsuchend zurückgezogen hatte, zusammen mit 14 Mitschwestern Opfer eines amerikanischen Bombenangriffs.

## Gedenken
Die Römisch-katholische Kirche in Deutschland hat Schwester Adelheida Unterseher als Märtyrin in das deutsche Martyrologium des 20. Jahrhunderts aufgenommen.